# Tommy Thorwarth

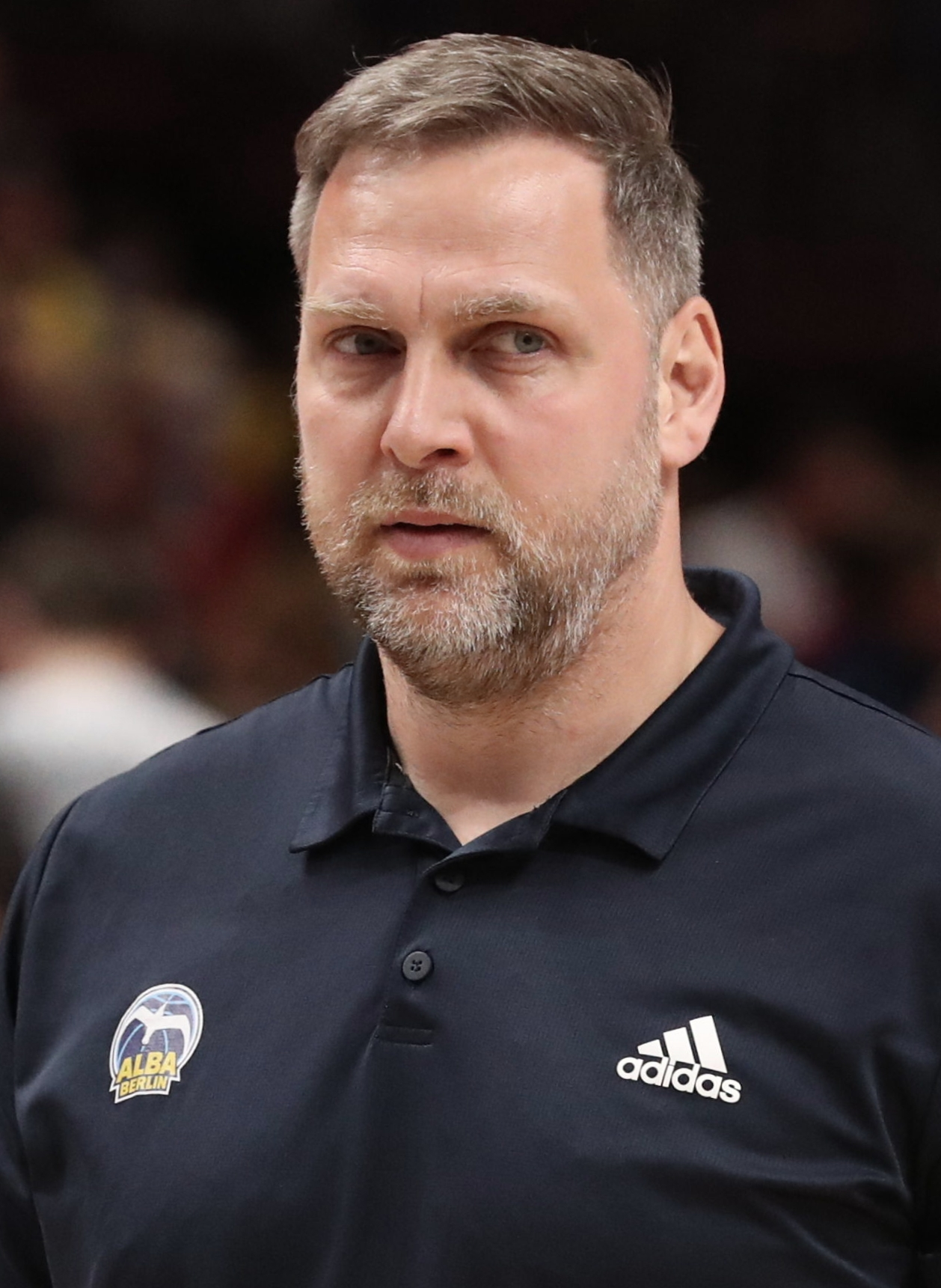
Tommy Thorwarth (2022)

Tommy Thorwarth (* 1. Dezember 1979 in Potsdam) ist ein ehemaliger deutscher Basketballspieler. Der 1,94 Meter große Flügelspieler spielte für Alba Berlin und den Mitteldeutschen BC in der Basketball-Bundesliga.

## Laufbahn
Der gebürtige Potsdamer wurde in den 1990er Jahren in der Jugendabteilung des TuS Lichterfelde, dem damaligen Partnerverein von Alba Berlin, basketballerisch ausgebildet, wurde 1997 sowie 1998 mit der A-Jugend „TuSLis“ deutscher Meister der A-Jugend, spielte in der Zweitliga-Herrenmannschaft und erwarb sich einen Ruf als Talent mit Stärken in der Verteidigung. Im Vorfeld der Saison 2000/01 gelang ihm der Sprung in Albas Bundesliga-Mannschaft, im Oktober 2000 gab er seinen Einstand in der Basketball-Bundesliga. Später kamen auch Einsätze im Europapokal hinzu. Er bestritt bis 2002 26 Bundesliga-Spieler für die Berliner und wurde mit ihnen 2001 und 2002 deutscher Meister.
Ab August 2002 stand Thorwarth dank einer Leihvereinbarung im Kader des Mitteldeutschen BC, für den er fünf Bundesliga-Partien absolvierte, ehe er sich Anfang November 2002 in einem Spiel gegen Bamberg einen Patellasehnenriss zuzog. Er musste sich mehreren Knieoperationen unterziehen und seine Profilaufbahn beenden. Thorwarth begann eine Ausbildung zum Krankengymnasten und wurde 2008 Mannschaftsbetreuer bei Alba Berlin. In selber Funktion war er auch später bei der deutschen Nationalmannschaft im Einsatz.
Er spielte später noch Basketball beim Regionalligisten Central Hoops Berlin sowie im Frühjahr 2011 kurzzeitig in der zweiten Herrenmannschaft Alba Berlins in der 2. Bundesliga ProB.